# Isolepis beccarii
Isolepis beccarii är en halvgräsart som först beskrevs av Johann Otto Boeckeler, och fick sitt nu gällande namn av Paul Goetghebeur och David Alan Simpson. Isolepis beccarii ingår i släktet borstsävssläktet, och familjen halvgräs. Inga underarter finns listade i Catalogue of Life.